# Canción del Mayor General

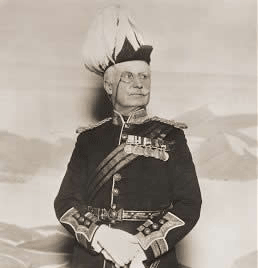
Henry Lytton como el mayor general (1919).

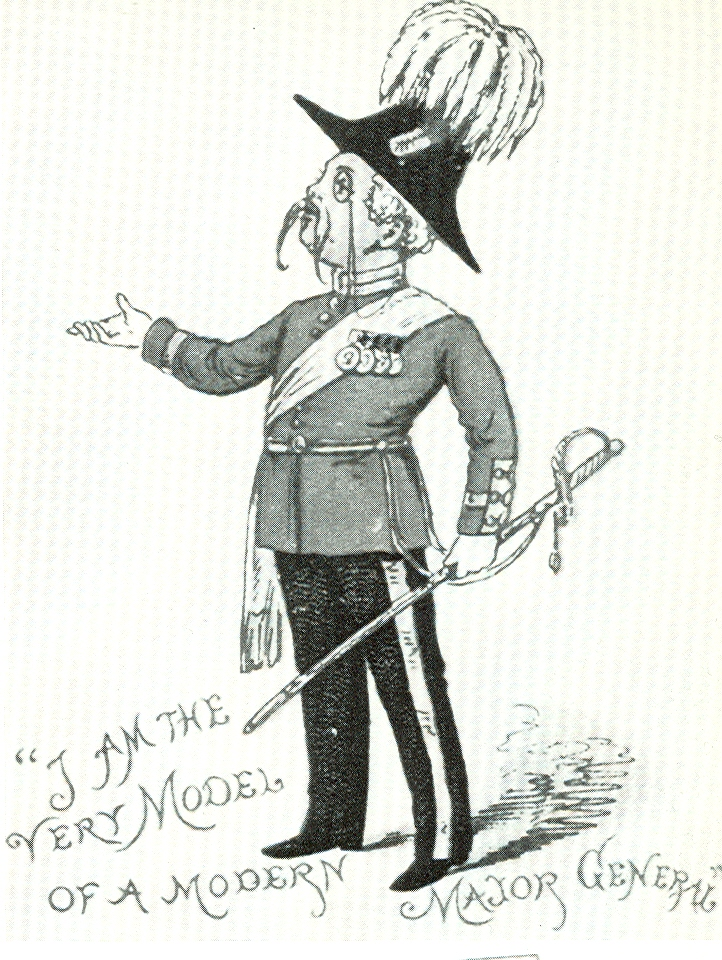
Dibujo de 1884 del mayor general de "Los Piratas de Penzance".

"I Am the Very Model of a Modern Major-General" (a menudo referido la canción "La canción del mayor") es una canción rápida de la ópera de Gilbert y Sullivan: "Los Piratas de Penzance". Es quizás la canción más famosa en las óperas de Gilbert y Sullivan. Está cantada por mayor general Stanley en su primera entrada, hacia el fin del primer acto.  La canción satiriza la idea del oficial moderno educado del Ejército británico del siglo XIX último. Es una de las canciones rápidas más difíciles para interpretar, debido al paso rápido y la naturaleza complicada de la letra.
La canción está repleta con referencias históricas y culturales, en donde el mayor general describe su impresionante y completa educación, pero dice que su conocimiento militar sólo «ha sido reducido al principio del siglo.» Las direcciones de etapa en el libreto declaran que al final de cada verso el mayor general está «agobiado para una rima.» Una cuestión interpolada ocurre aquí, y en cada caso encuentra una rima y acaba el verso con un ostentoso ademán.

## Base histórica
El personaje del Mayor general Stanley era ampliamente tomado para ser una caricatura del popular general Sir Garnet Wolseley. Aun así, el biógrafo Michael Ainger duda que Gilbert haya pretendido una caricatura de Wolseley, identificando en cambio al General Henry Turner, tío de la esposa de Gilbert, como el patrón para el "General Mayor Moderno". A Gilbert le desagradaba Turner, quién, a diferencia del progresivo Wolseley, era de la escuela vieja de oficiales.  No obstante, en la producción de Londres original, George Grossmith imitó los manaresimos y aspecto de Wolseley, particularmente su bigote grande, y la audiencia reconoció la alusión. Wolseley, según su biógrafo, no fue ofendido por la caricatura y a veces cantaba «soy el modelo de un moderno mayor general» para la distracción privada de sus familiares y amigos.

### Referencias en Películas

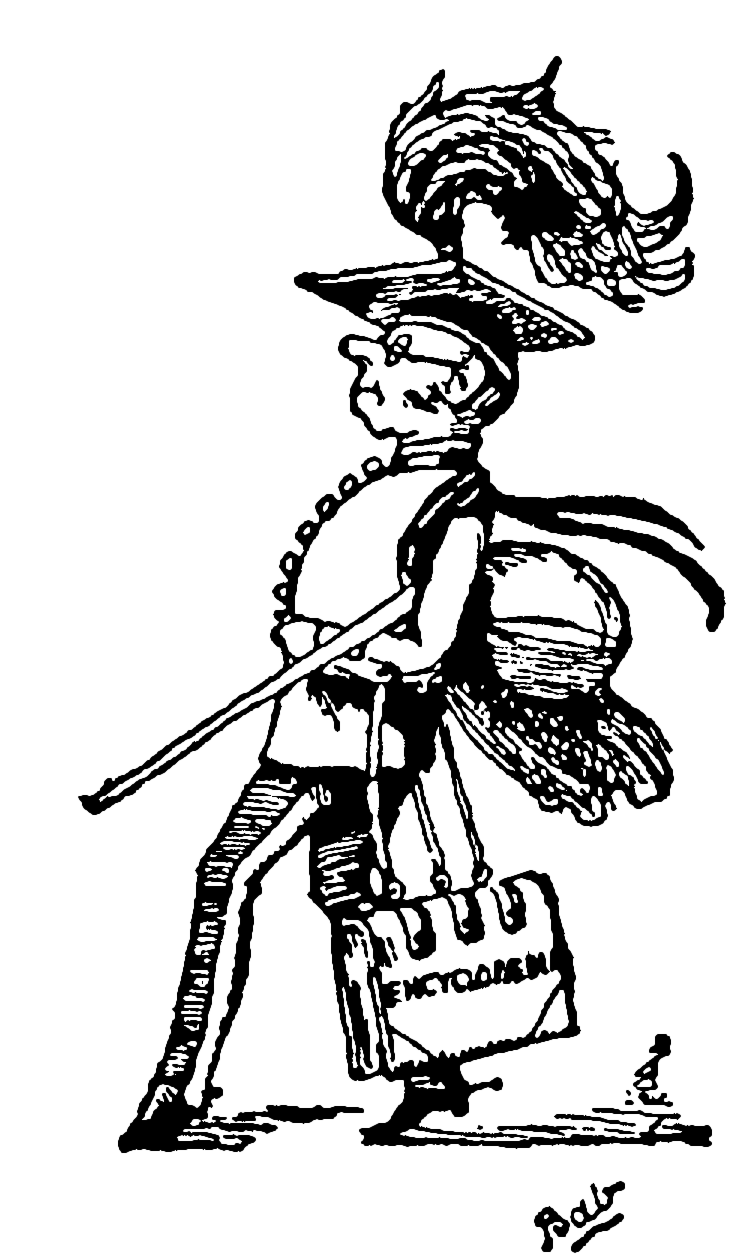
El mayor general va con una enciclopedia en este dibujo de Bab

## En la cultura popular